# Пітер Марш (хокеїст на траві)
Пітер Марш (англ. Peter Marsh, 12 травня 1951) — британський хокеїст на траві. Гра за клуб «Гарборн» з Бірмінгема. Учасник літніх Олімпійських ігор 1972 в Мюнхені, де його збірна посіла 6-те місце. Зіграв 2 матчі й забив 2 голи в ворота збірної Мексики.